# JUKSY 街星
JUKSY 街星是臺灣一個網路媒體平台，為捷喜多媒體數位旗下新媒體，創站於2007年。其網站報導國內外流行、娛樂、生活、電影、時尚、設計、藝術、科技等多元化資訊，並製作過多檔網路節目。
公司服務範圍包括數位廣告、原生廣告、網紅經紀、創意影片、社群操作、擴增實境以及O2O活動。目前以台灣為據點，近年陸續於新加坡、福建及上海開立分公司，新媒體版圖擴及東南亞及中國大陸。

## 歷史沿革
2007年3月，JUKSY流行生活網成立。
2010年7月，與尖端出版《流行酷報》合作，進行長期的廣告和單元配合。12月，推出網路潮流節目，並由前特大號樂團主唱黃星瀚擔任主持人。
2011年5月，與今日新聞網進行單元合作。8月，與台灣入口網站Yahoo進行單元合作。同月，被創意潮流文化節官方指定為協辦媒體。9月，與《Milk雜誌》推出合作單元。
2012年3月，與MTV合作，製作潮流帶狀節目潮流星玩家。5月，在湖北武漢舉辦最大百貨集團中心百貨之台灣招商會。6月，與無名小站進行單元合作。
2013年7月，為華研唱片旗下女子團體Popu Lady設計並製作專輯的擴增實境。
2014年6月，成立中國福建分公司。7月，公司負責人簡介福獲頒北京國際設計週年度優秀新銳設計師。
2015年12月，獲得Google年度創新大獎。
2016年8月，成立新加坡分公司。
2016年12月，更名為 JUKSY 街星。
2017年10月，成立中國上海分公司。

## 爭議
2016年1月16日，於周子瑜國旗事件風波期間，發布聲明願以新台幣一億元買斷周子瑜與南韓JYP娛樂之經紀合約，但在旋即遭質疑公司資本額不足以買斷周子瑜的經紀合約，並指其目的只是為了增加網站點擊率。
2016年1月18日，JYP娛樂表示並表示未收到任何與JUKSY接洽的消息。隨後JUKSY表示雙方下午才會啟動連絡，並發布公告闡明資金來源。
2016年2月22日，隨事件風波逐漸弭平，JUKSY表示因未獲得JYP娛樂回應，此計畫隨之暫時停擺。